# Terry Notary
Terry Notary (San Rafael, 14 agosto 1968) è uno stuntman, attore e coreografo statunitense.
Notary è noto per le sue interpretazioni in motion capture di creature e animali in varie produzioni cinematografiche, tra cui i film reboot de Il pianeta delle scimmie, la trilogia de Lo Hobbit, e Kong: Skull Island.

## Biografia
Nato e cresciuto in California, all'età di sette anni a Notary viene diagnosticata una forte iperattività. I suoi genitori lo hanno iscritto a un corso di ginnastica per bruciare l'eccesso di energia. Ha vinto una borsa di studio di ginnastica alla UCLA, dove successivamente si è laureato in teatro. Notary viene ingaggiato come acrobata del Cirque du Soleil e per nove mesi si è esibito a Montréal nello spettacolo Mystere. Notary ha lavorato per il Cirque du Soleil per quattro anni, esibendosi come protagonista, acrobata e musicista. La prima esperienza nel mondo del cinema arriva nel 2001 con il film Il Grinch di Ron Howard dove lavora come stuntman e coreografo dei movimenti.
Nel corso degli anni ha lavorato come stuntman, coreografo ed insegnante dei movimenti in molti film di successo. Attraverso la motion capture ha interpretato la scimmia Rocket nella serie di film reboot de Il pianeta delle scimmie, è stato Goblin nella trilogia cinematografica de Lo Hobbit di Peter Jackson, sempre attraverso la motion capture ha dato vita a King Kong in Kong: Skull Island. Notary ha recitato nel film The Square di Ruben Östlund, Palma d'oro al Festival di Cannes 2017. Nel 2018 con motion capture interpreta il villain Astro Nero, uno dei membri dell'Ordine Nero di Thanos, e un Groot adolescente nei film Marvel Avengers: Infinity War e Avengers: Endgame.

## Filmografia

### Attore
- Avatar, regia di James Cameron (2009)
- The Lost Tribe, regia di Roel Reiné (2009)
- L'alba del pianeta delle scimmie (Rise of the Planet of the Apes), regia di Rupert Wyatt (2011)
- Quella casa nel bosco (The Cabin in the Woods), regia di Drew Goddard (2012)
- Lo Hobbit - Un viaggio inaspettato (The Hobbit: An Unexpected Journey), regia di Peter Jackson (2012)
- Lo Hobbit - La desolazione di Smaug (The Hobbit: The Desolation of Smaug), regia di Peter Jackson (2013)
- Lo Hobbit - La battaglia delle cinque armate (Thee Hobbit: The Battle of the Five Armies), regia di Peter Jackson (2014)
- Apes Revolution - Il pianeta delle scimmie (Dawn of the Planet of the Apes), regia di Matt Reeves (2014)
- Warcraft - L'inizio (Warcraft ), regia di Duncan Jones (2016)
- Kong: Skull Island, regia di Jordan Vogt-Roberts (2017)
- The Square, regia di Ruben Östlund (2017)
- The War - Il pianeta delle scimmie (War for the Planet of the Apes), regia di Matt Reeves (2017)
- Avengers: Infinity War, regia di Anthony e Joe Russo (2018)
- Avengers: Endgame, regia di Anthony e Joe Russo (2019)
- Il richiamo della foresta (The Call of the Wild), regia di Chris Sanders (2020)
- Nope, regia di Jordan Peele (2022)

### Stuntman
In questa sezione sono elencati i film in cui Notary ha lavorato come stuntman o coordinatore degli stuntman.
- Il Grinch (How the Grinch Stole Christmas), regia di Ron Howard (2000)
- Animal, regia di Luke Greenfield (2001)
- Planet of the Apes - Il pianeta delle scimmie (Planet of the Apes), regia di Tim Burton (2001)
- Hot Chick - Una bionda esplosiva (The Hot Chick), regia di Tom Brady (2002)
- X-Men 2 (X2), regia di Bryan Singer (2003)
- Me and You and Everyone We Know, regia di Miranda July (2005)
- Superman Returns, regia di Bryan Singer (2006)
- If I Had Known I Was a Genius, regia di Dominique Wirtschafter (2007)
- Next, regia di Lee Tamahori (2007)
- Slipstream - Nella mente oscura di H. (Slipstream), regia di Anthony Hopkins (2007)
- I Fantastici 4 e Silver Surfer (4: Rise of the Silver Surfer), regia di Tim Story (2007)
- L'incredibile Hulk (The Incredible Hulk), regia di Louis Leterrier (2008)
- Avatar, regia di James Cameron (2009)
- The Lost Tribe, regia di Roel Reiné (2009)
- Primal, regia di Josh Reed (2010)
- Attack the Block - Invasione aliena (Attack the Block), regia di Joe Cornish (2011)
- L'alba del pianeta delle scimmie (Rise of the Planet of the Apes), regia di Rupert Wyatt (2011)
- Le avventure di Tintin - Il segreto dell'Unicorno (The Adventures of Tintin), regia di Steven Spielberg (2011)
- Lo Hobbit - Un viaggio inaspettato (The Hobbit: An Unexpected Journey), regia di Peter Jackson (2012)
- Lo Hobbit - La battaglia delle cinque armate (Thee Hobbit: The Battle of the Five Armies), regia di Peter Jackson (2014)
- Apes Revolution - Il pianeta delle scimmie (Dawn of the Planet of the Apes), regia di Matt Reeves (2014)
- The War - Il pianeta delle scimmie (War for the Planet of the Apes), regia di Matt Reeves (2017)